# Javier Capelli
Javier Capelli (Agustina , Buenos Aires; 31 de agosto de 1985) es un futbolista argentino que juega como líbero o defensa. Actualmente juega en Singlar Club Social y Deportivo Ascensión de la Liga Gral Arenales.

## Trayectoria
Su primer club profesional fue el Sarmiento de Junín de su ciudad natal en 2006.
En 2011 emigra al fútbol chileno, específicamente al Club Rangers de Talca con quien asciende a la Primera división en la temporada 2011, siendo de los pocos en mantenerse en el equipo para jugar en la primera división, en el club rojinegro milita hasta junio de 2013, cuando emigraría a Palestino durante un año.
El jueves 3 de julio de 2014 firma un contrato por 18 meses con el club San Martín de San Juan, obteniendo el ascenso a la primera división en 2015
Renueva en diciembre de 2015 por un año más. Y luego retorna al club que lo vio nacer, Sarmiento de Junín. En enero de 2019 es contratado por Talleres (RdE), en dicho club solo duraría 6 meses, ya que en julio del mismo año partiría a Singlar de Ascensión.

## Clubes
| Club                   | País      | Año           | PJ | Goles |
| ---------------------- | --------- | ------------- | -- | ----- |
| Sarmiento de Junín     | Argentina | 2006-2010     | 1  | 0     |
| Rangers de Talca       | Chile     | 2011-2013     | 45 | 3     |
| Palestino              | Chile     | 2013-2014     | 29 | 2     |
| San Martín de San Juan | Argentina | 2014-2017     | 30 | 1     |
| Sarmiento de Junín     | Argentina | 2017-2018     | 21 | 0     |
| Talleres (RdE)         | Argentina | 2019          | 10 | 0     |
| Singlar                | Argentina | 2019-presente |    |       |